# 43e sessie van de Commissie voor het Werelderfgoed

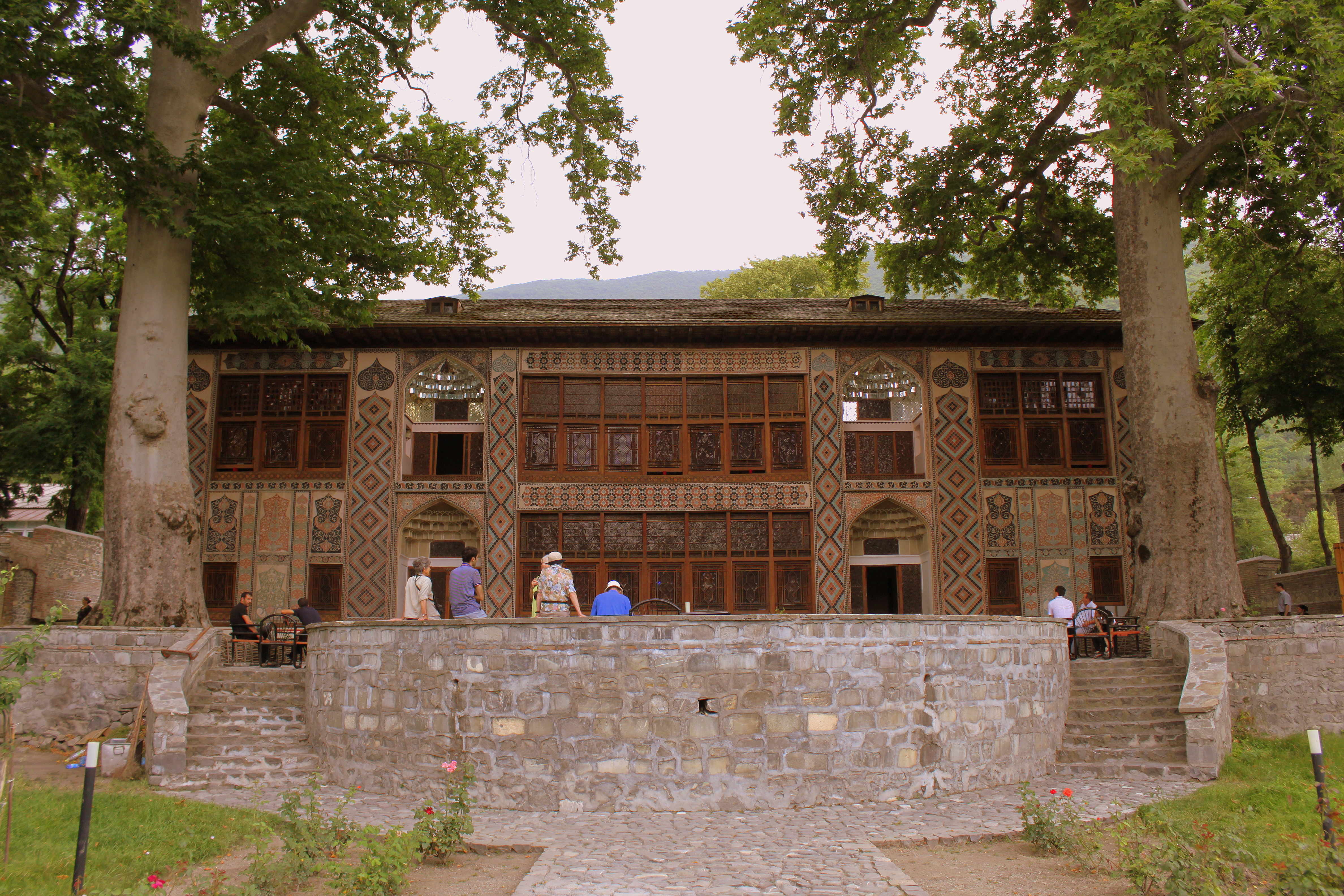
Paleis van de Khan in Şəki in Azerbeidzjan

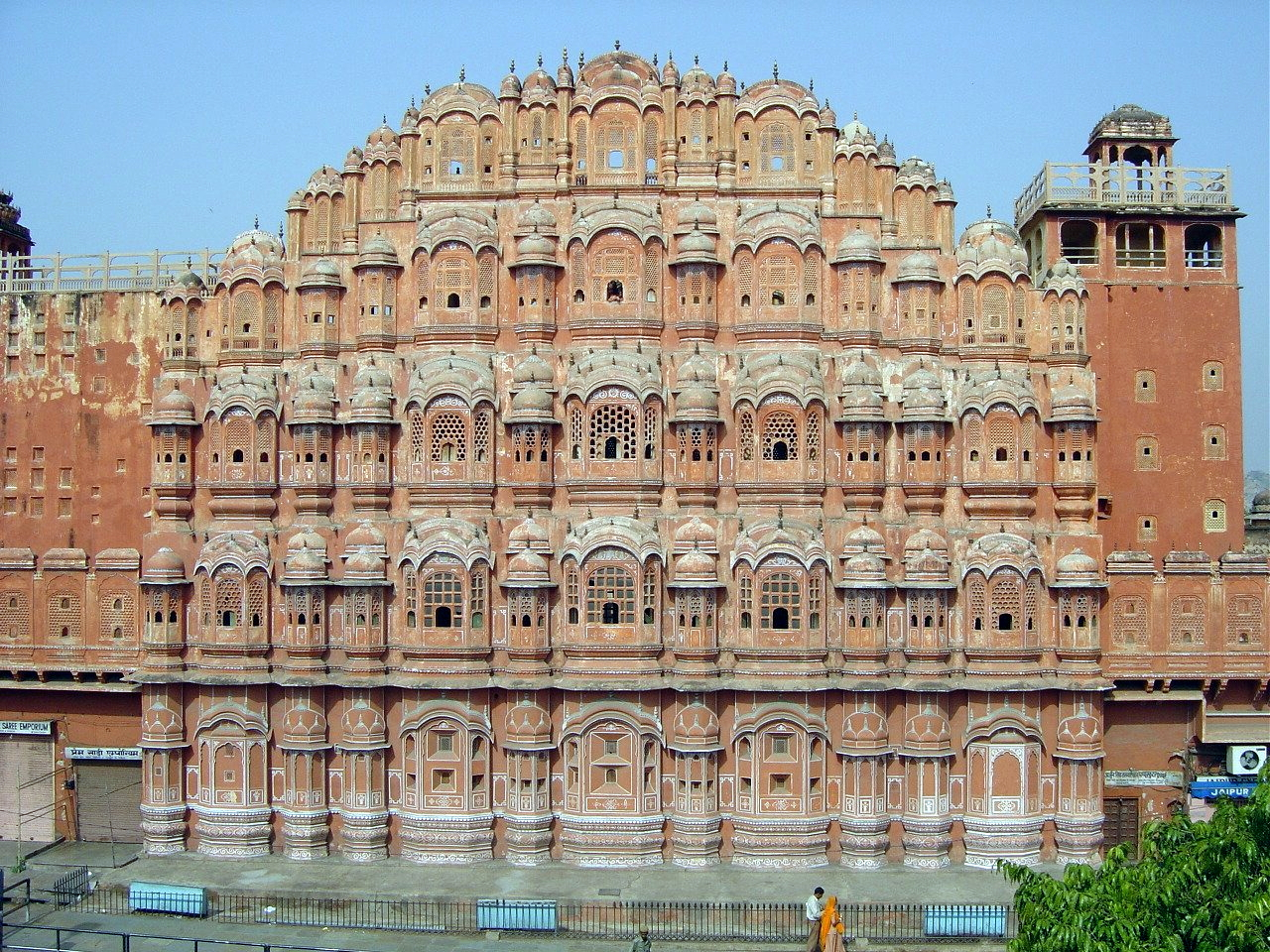
De stad Jaipur in India

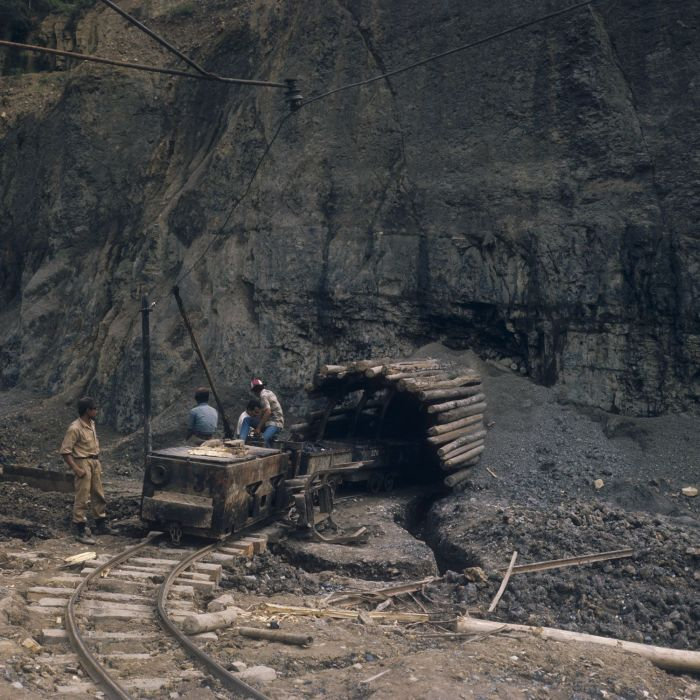
Erfgoed van de Ombilin-steenkoolmijn in Indonesië

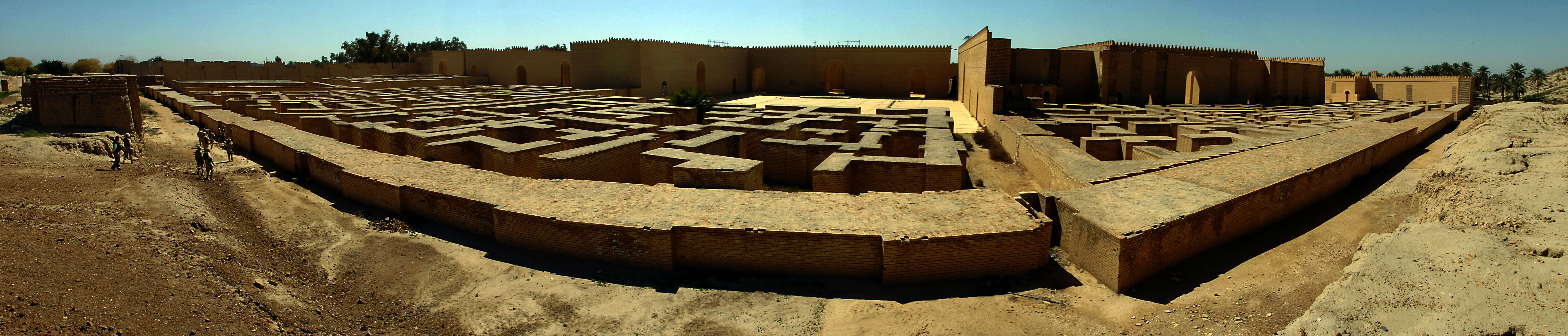
Babylon in Irak

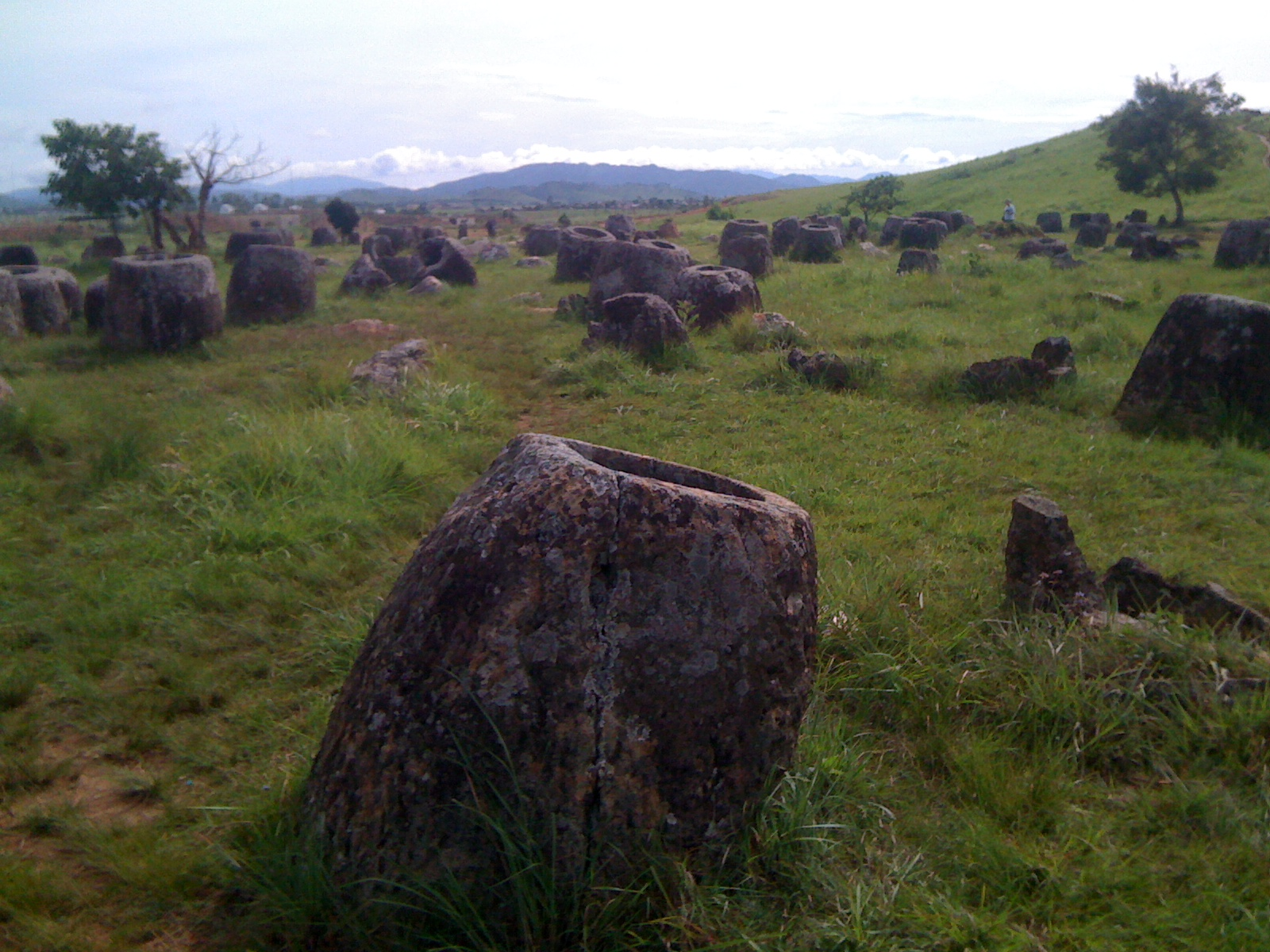
Megalithische kruikensites in Xieng Khuang - Vlakte der Kruiken in Laos

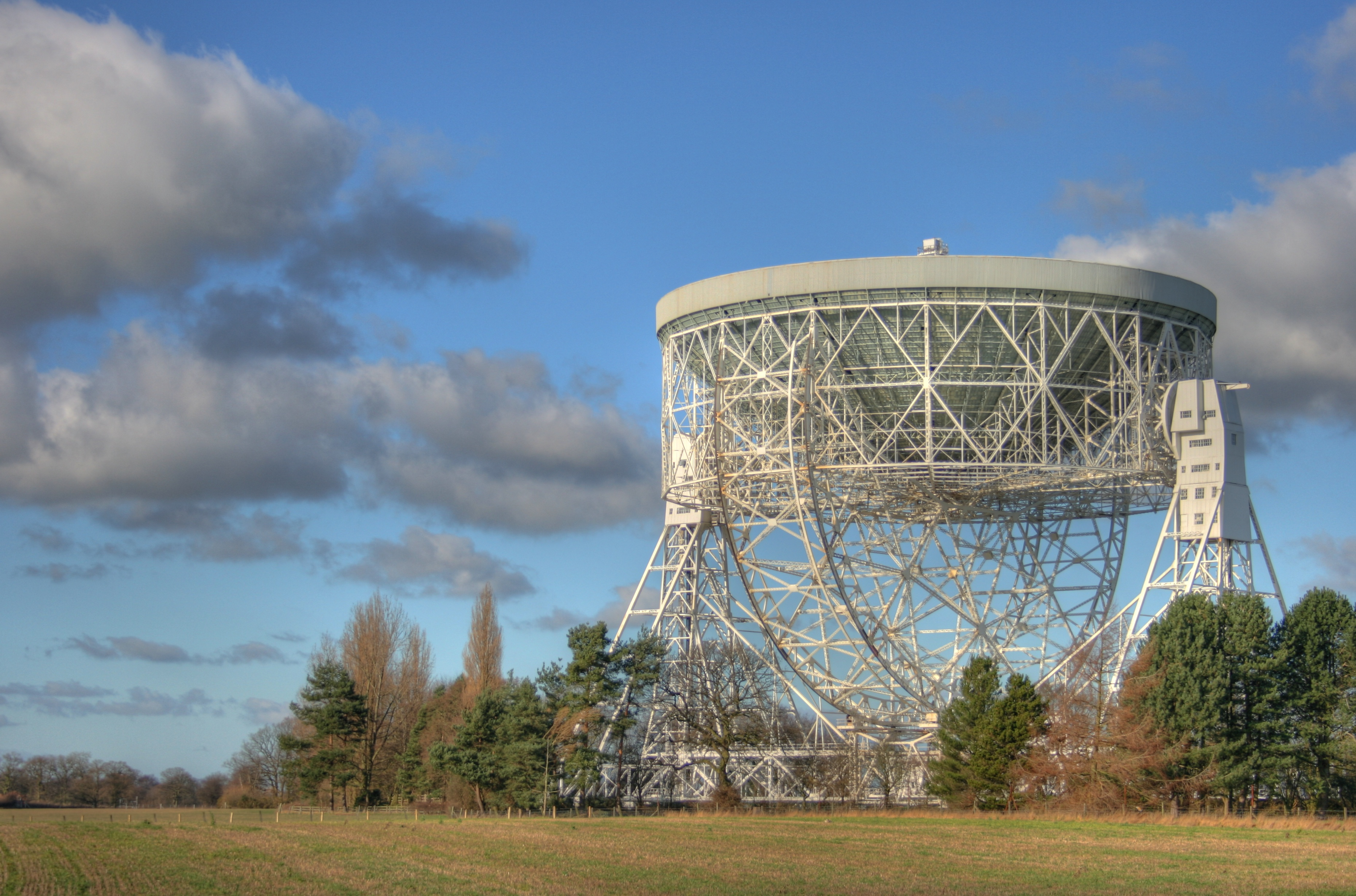
Jodrell Bank Observatory in het Verenigd Koninkrijk

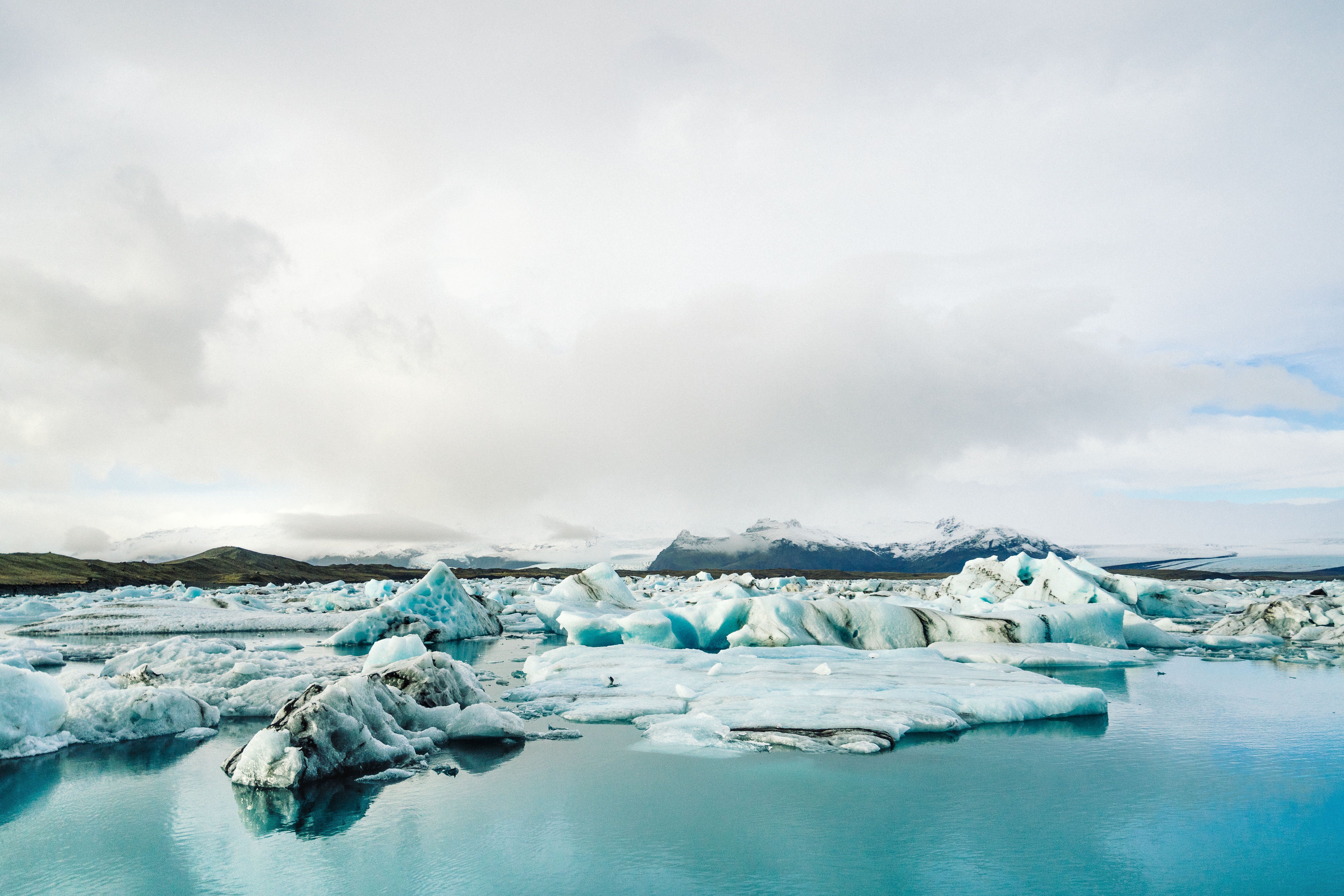
Nationaal park Vatnajökull in IJsland

De 43e sessie van de Commissie voor het Werelderfgoed vond plaats van 30 juni tot en met 10 juli 2019 in Bakoe, de hoofdstad van Azerbeidzjan. De Commissie voor het Werelderfgoed van de UNESCO oordeelt over nieuwe nominaties van natuur- en cultureel erfgoed, door landen voorgedragen als werelderfgoed, en enkele aanpassingen of uitbreidingen van eerder erkende sites die door landen werden ingediend. Deze voorstellen werden voorafgaand aan de sessie door werkgroepen van de commissie geëvalueerd op de volledigheid van het dossier. Maar ook de situatie van het erfgoed dat voorkomt op de lijst van het bedreigd werelderfgoed, en de eventuele aanvullingen die hier noodzakelijk zijn, worden besproken. Vóór de start van de sessie bestond de werelderfgoedlijst uit 1092 erfgoedlocaties: 209 natuurerfgoedlocaties, 845 culturele erfgoedlocaties en 38 gemengde locaties.
In totaal werden 29 nieuwe sites aan de lijst toegevoegd: 24 cultuurerfgoederen, 4 natuurerfgoederen en 1 gemengd erfgoed. Daarmee stijgt het totaal tot 1121 sites verdeeld over 167 landen: 869 culturele locaties, 213 natuurlocaties en 39 gemengde locaties.

## Nieuw in 2019

### Cultuurerfgoed
- Australië: Budj Bim-cultuurlandschap[2]
- Azerbeidzjan: Historisch centrum van Şəki met het paleis van de Khan[3]
- Bahrein: Grafheuvels van de Dilmun-cultuur[2]
- Burkina Faso: Oude metallurgische ijzersites van Burkina Faso[4]
- Canada: Writing-on-Stone / Áísínai'pi[5]
- China: Archeologische ruïnes van de stad Liangzhu[2]
- Duitsland: Waterbeheersysteem van Augsburg[5]
- Duitsland, Tsjechië: Mijnstreek Erzgebirge/Krušnohoří[5]
- India: De stad Jaipur, Rajasthan[2]
- Indonesië: Erfgoed van de Ombilin-steenkoolmijn in Sawahlunto[2]
- Irak: Babylon[4]
- Italië: De prosecco-heuvels van Conegliano en Valdobbiadene[6]
- Japan: Groep van kofun van Mozu-Furuichi: grafheuvels van oud-Japan[2]
- Laos: Megalithische kruikensites in Xieng Khuang - Vlakte der Kruiken[2]
- Myanmar: Pagan[5]
- Polen: Prehistorische mijnstreek van gestreepte vuursteen van Krzemionki[5]
- Portugal: Koninklijk gebouw van Mafra: paleis, basiliek, klooster, Cerco-tuin en jachtpark (Tapada)[3]
- Portugal: Bom Jesus do Monte-heiligdom in Braga[3]
- Rusland: Kerken van de architectuurschool van Pskov[3]
- Spanje: Cultuurlandschap van de Risco Caído en de heilige bergen van Gran Canaria[3]
- Tsjechië: Landschap voor het fokken en het africhten van ceremoniële koetspaarden in Kladruby nad Labem[5]
- Verenigd Koninkrijk: Jodrell Bank Observatory[3]
- Verenigde Staten: De 20e-eeuwse architectuur van Frank Lloyd Wright[6]
- Zuid-Korea: Seowon, Koreaanse neoconfucianistische academies[5]

### Natuurerfgoed
- China: Trekvogelreservaten langs de kust van de Gele Zee en de Golf van Bohai (Fase I)[7]
- Frankrijk: Franse Zuidelijke Gebieden en Zeeën[4]
- IJsland: Nationaal park Vatnajökull - de dynamische natuur van vuur en ijs[4]
- Iran: Hyrcaanse bossen[7]

### Gemengd erfgoed
- Brazilië: Paraty en Ilha Grande - cultuur en biodiversiteit[4]

## Wijzigingen in 2019

### Naamsveranderingen
- Oekraïne: De Engelse en Franse naam van het erfgoed "Kiev: Sint-Sophiakathedraal en bijbehorende kloostergebouwen, Kiev-Petsjersk Lavra" worden respectievelijk "Kyiv: Saint-Sophia Cathedral and Related Monastic Buildings, Kyiv-Pechersk Lavra" en "Kyiv: cathédrale Sainte-Sophie et ensemble des bâtiments monastiques et laure de Kyivo-Petchersk".[8]
- Sri Lanka: De Engelse en Franse naam van de Gouden tempel van Dambulla worden respectievelijk "Rangiri  Dambulla  Cave  Temple" en "Temple   troglodyte   de   Rangiri Dambulla" (Nederlands: "Grottempel van Rangiri Dambulla")[8]

### Uitbreidingen
- Albanië: Natuurlijk en cultureel erfgoed van de regio Ohrid[4]

### Verwijderd van de Lijst van bedreigd werelderfgoed
- Chili: Salpetergroeves Humberstone en Santa Laura (sinds 2005 op de lijst)[9]
- Palestina: Geboorteplaats van Jezus: Geboortekerk en de pelgrimsroute, Bethlehem (sinds 2012 op de lijst)[10]

### Toegevoegd aan de Lijst van bedreigd werelderfgoed
- Mexico: Eilanden en beschermde gebieden in de Golf van Californië[11]

1977 · 
1978 · 
1979 · 
1980 · 
1981 · 
1982 · 
1983 · 
1984 · 
1985 · 
1986 · 
1987 · 
1988 · 
1989 · 
1990 · 
1991 · 
1992 · 
1993 · 
1994 · 
1995 · 
1996 · 
1997 · 
1998 · 
1999 · 
2000 · 
2001 · 
2002 · 
2003 · 
2004 · 
2005 · 
2006 · 
2007 · 
2008 · 
2009 · 
2010 · 
2011 · 
2012 · 
2013 · 
2014 · 
2015 · 
2016 · 
2017 · 
2018 · 
2019 · 
2020-2021 ·
2022-2023 ·
2024 ·
2025